# Berijew A-50
Die Berijew A-50 Schmel (russisch Бериев А-50 Шмель, NATO-Codename „Mainstay“) ist ein in der Sowjetunion entwickeltes vierstrahliges Frühwarnflugzeug, das auf dem Transportflugzeug Iljuschin Il-76 basiert. Sie bildet das Gegenstück zur US-amerikanischen Boeing E-3 Sentry. Die Berijew A-50 wird bisweilen falsch als Iljuschin Il-82 bezeichnet.

## Entwicklung
Die Entwicklung begann nach der Forderung der sowjetischen Luftstreitkräfte nach einem geeigneten Trägerflugzeug für das ab 1965 projektierte und ab 1969 entwickelte Radarsystem Schmel (шмель, Hummel). Nachdem sich die bereits im Einsatz stehenden Typen Tu-126 und Tu-142, ein auf der Tu-154 basierendes Projekt und eine Neukonstruktion eines Tu-126 Rumpfes mit überarbeiteten Flügeln mit Jetantrieb unter der Bezeichnung Tu-156 als ungeeignet erwiesen hatten, entschied man sich für eine Verwendung in Kombination mit dem Transportflugzeug Il-76, da es bereits in Serie produziert wurde. Somit konnten Zeit und Kosten für eine Neuentwicklung gespart und gleichzeitig die Versorgung mit Ersatzteilen sichergestellt werden. Das OKB Tupolew war nicht in der Lage, den Streitkräften ein entsprechendes Modell zur Verfügung zu stellen und so erhielt Berijew in Taganrog mit einem Ministerratsbeschluss von 1973 den Auftrag, die Arbeiten unter der Bezeichnung A-50 oder Isdelije (Erzeugnis) A zu übernehmen. Die Projektleitung wurde Alexei K. Konstantinow übertragen. Das Konstruktionsbüro hatte sich bis dahin noch nicht mit Flugzeugen solcher Art beschäftigt und musste in großem Umfang Entwicklungsarbeit betreiben, insbesondere was die Unterbringung der Vielzahl elektronischer Instrumente und die aerodynamische Auslegung und Verkleidung der Antennen betraf.
Die erste A-50 absolvierte mit noch nicht vollständiger Ausrüstung am 19. Dezember 1978 ihren Jungfernflug. Die weiteren Testflüge fanden in Aktjubinsk statt und wurden 1981 beendet. Anschließend begann sehr schleppend die Serienfertigung. Die Flugzeuge wurden in Taschkent produziert und die elektronische Ausrüstung in Taganrog eingebaut. Die A-50 löste mit ihrer Einführung bei den Luftstreitkräften der UdSSR die Tu-126 ab.

## Konstruktion
Die A-50 hat einen verlängerten Rumpf, um Raum für Bildschirmkonsolen und Kommunikationssysteme zu schaffen. Die Hauptaufgabe besteht in der Luftraumaufklärung, wozu die A-50 mit einer rotierenden Radarantenne in einem tellerförmigen Radom ausgerüstet ist. Die ersten Serienmaschinen lieferte der Hersteller Berijew 1984 aus. Er rüstet die Il-76 zur A-50 um.
Das Radar der A-50 ist vom Typ Schmel des Herstellers NPO Wega. Das Radom hat einen Durchmesser von rund 9 m. Die Sendeantenne rotiert mit 6 Umdrehungen pro Minute und erreicht damit eine Rundumabdeckung von 360°. Schmel ist ein 3D-Radar und arbeitet mit einer Frequenz von 2–4 GHz bei einer maximalen Impulsleistung von rund 1 Megawatt. Luftziele können auf eine Entfernung von 150–230 km und Schiffe auf bis zu 400 km erfasst werden. Das Radar kann gleichzeitig 50–60 Ziele detektieren und verfolgen. Die Operateure an Bord können mit dem Radar gleichzeitig 10 Abfangkurse befreundeter Jagdflugzeuge in einem Umkreis von 150 km koordinieren. Mit den verbesserten Ausführungen Schmel-2 und Schmel-M können 200–300 Ziele gleichzeitig detektiert und 15–20 befreundete Jagdflugzeuge geleitet werden.
Weiterhin dient die A-50 als Kommandozentrale, um das Vorgehen verbündeter Einheiten zu koordinieren. Dazu können über eine Satellitenkommunikation oder direkt Radardaten mit verbündeten Kampfeinheiten ausgetauscht werden. So kann jedes Flugzeug ein volles Radarbild bekommen, ohne das eigene Radar einzuschalten; auch ist ein Austausch der Radardaten verbündeter Flugzeuge und Bodenstationen möglich.
Zur Selbstverteidigung hat das Flugzeug statt der zwei 23-mm-Bordkanonen der Il-76 im Heck eine Anlage für elektronische Gegenmaßnahmen, eine Radarwarnanlage sowie Infrarot- und Radar-Täuschkörper. Die Version A-50M ist eine verbesserte Variante der A-50. Als A-60 wird eine für Tests von Laserwaffen umgerüstete Il-76 bezeichnet.
Unter dem Namen A-50I wurde eine Version für den Export nach China vorgesehen, die mit einem von Israel Aerospace Industries entwickelten AESA (ein Phased-Array-Radar) ausgestattet werden sollte. Auf Druck der USA wurde dieses Geschäft von Israel storniert, später aber in China mit der KongJing-2000, die Ende 2003 ihren Erstflug hatte, ein eigenes Muster mit gleicher Technik hergestellt. Bisher wurden vier KJ-2000 gebaut.
Drei für Indien bestimmte Maschinen tragen die Bezeichnung A-50EI. Berijew übernimmt dabei die Ausstattung der Kabine und die Montage der Radarverkleidung auf dem Rumpfrücken. Das Radar wird von IAI Elta geliefert und installiert. Es arbeitet mit elektronischer Strahlschwenkung. Die erste dieser Maschinen hatte am 29. November 2007 in Taganrog ihren Erstflug.
Ein modernisiertes und mit neuem Radarequipment ausgestattetes Modell unter der Bezeichnung Berijew A-100 wird seit Anfang der 2010er Jahre in Russland entwickelt. Die erste als Basis für die Maschine dienende Il-76MD-90A wurde am 21. November 2014 zum Einbau der Elektronik an das zuständige Werk übergeben. Der Erstflug der modernisierten Version fand am 18. November 2017 statt.

## Nutzer

### Aktuell
Russische Luftstreitkräfte – Im Februar 2023 sollen laut westlichen Medien noch neun oder 12 Exemplare vorhanden gewesen sein. Am 15. Januar 2024 meldeten die ukrainischen Streitkräfte, eine A-50 abgeschossen zu haben. Ein weiterer Abschuss einer russischen A-50 erfolgte am 23. Februar 2024. Zwei weitere Exemplare sollen bei der Operation Spinnennetz im Juni 2025 beschädigt worden sein.
 Indische Luftstreitkräfte – drei in Betrieb, drei weitere werden durch IAI mit dem IAI Phalcon-AEW&C-Radarsystem ausgestattet; im März 2016 wurde bekannt, dass Indien zwei weitere Maschinen umbauen will, dazu sollen Maschinen der usbekischen Luftstreitkräfte gekauft werden.

### Ehemalig
Irakische Luftstreitkräfte – der Irak stattete mit Hilfe von Frankreich und Russland drei Zivilmaschinen vom Typ Iljuschin Il-76 mit einer Radarausrüstung ähnlich der A-50 aus. Eine Maschine wurde zerstört, die verbliebenen zwei Maschinen wurden 1991 während des Zweiten Golfkriegs von ihren Besatzungen in den Iran geflogen. Der Iran behielt die Maschinen als Reparationszahlung für die Verluste aus dem Iran-Irak-Krieg. Nur eine Maschine konnte einsatzbereit gehalten werden, die andere wurde vermutlich als Ersatzteillieferant ausgeschlachtet. Die eine einsatzbereite Maschine kollidierte während einer Militärparade am 22. September 2009 mit einer Northrop F-5E Tiger II (oder HESA Saeqeh) und explodierte; die siebenköpfige Besatzung starb. Die Kollision und die Explosion wurden von einer Kamera aufgezeichnet.

## Technische Daten
| Kenngröße             | Daten                                                                   |
| --------------------- | ----------------------------------------------------------------------- |
| Typ                   | Frühwarnflugzeug                                                        |
| Besatzung             | 16                                                                      |
| Länge                 | 47,50 m                                                                 |
| Spannweite            | 50,54 m                                                                 |
| Flügelfläche          | ca. 300,0 m²                                                            |
| Flügelstreckung       | 8,51                                                                    |

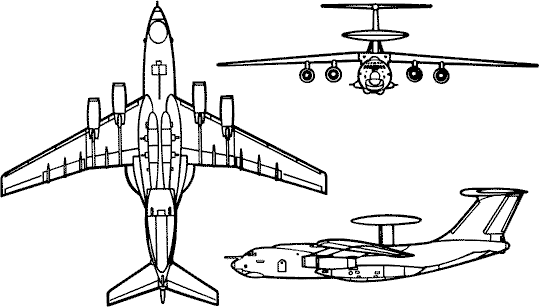
Zeichnung der Berijew A-50

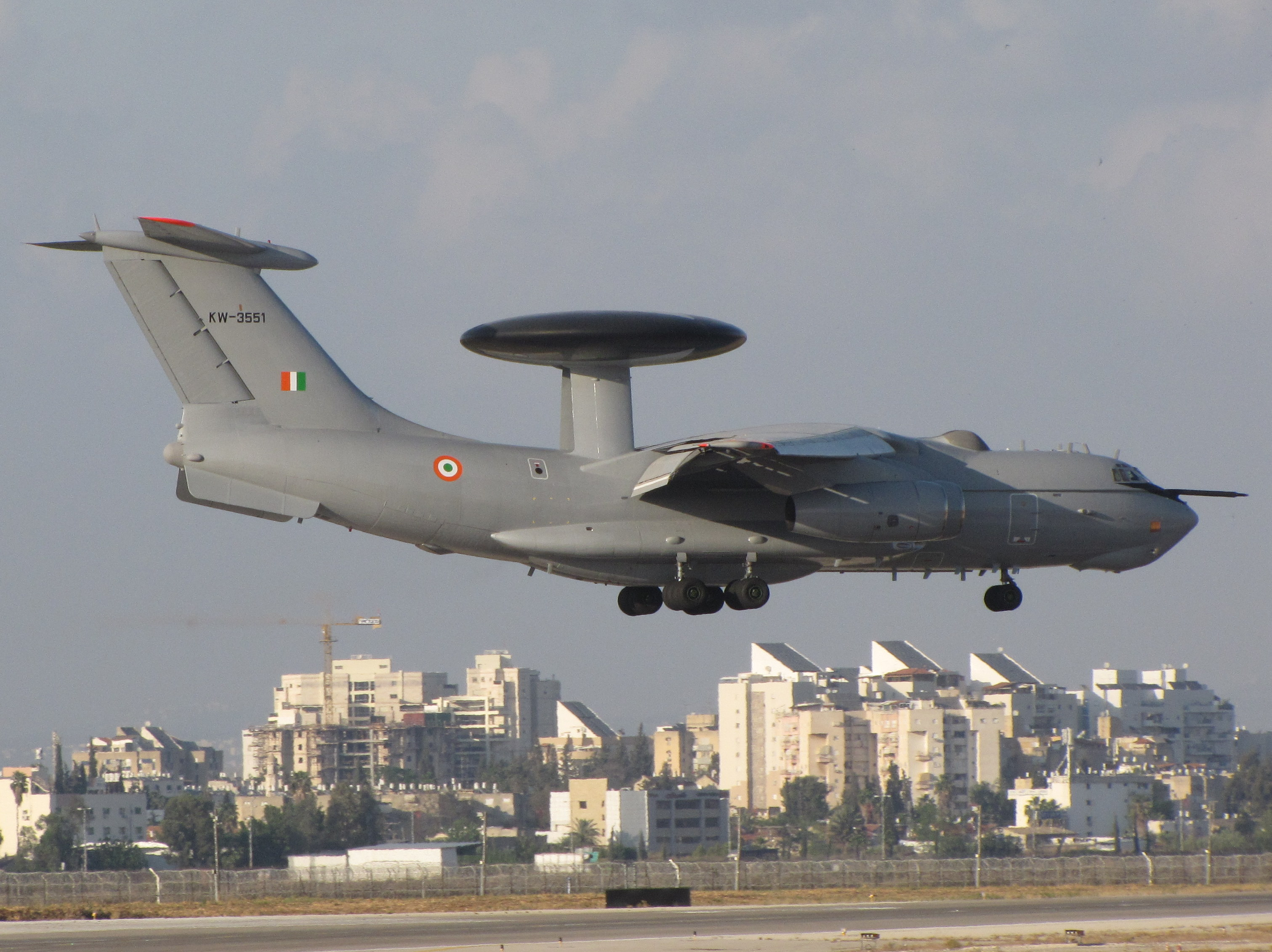
Indische A-50EI

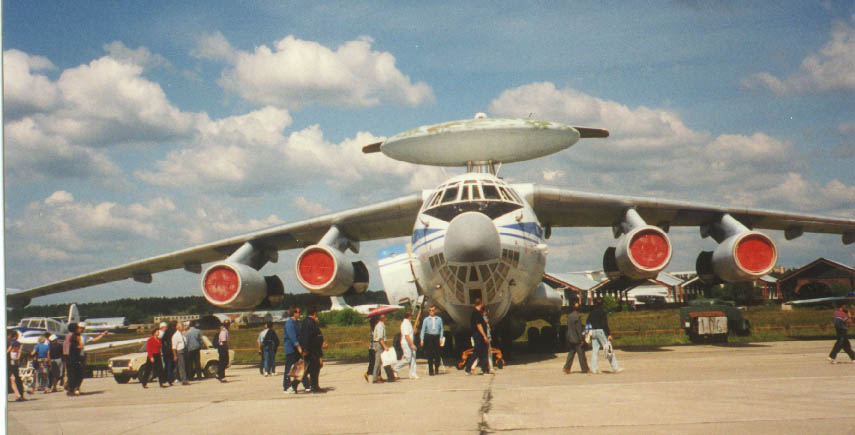
A-50 auf der MAKS 1997

| Tragflächenbelastung  | - minimal (Leermasse): 250 kg/m² - maximal (max. Startmasse): 575 kg/m² |
| Höhe                  | 14,76 m                                                                 |
| Leermasse             | ca. 75.000 kg                                                           |
| max. Startmasse       | 172.370 kg                                                              |
| Treibstoffkapazität   | 64.820 kg                                                               |
| Höchstgeschwindigkeit | 765 km/h                                                                |
| Dienstgipfelhöhe      | 10.200 m                                                                |
| Reichweite            | 7.300 km                                                                |
| max. Einsatzdauer     | 7:42 h                                                                  |
| Triebwerk             | vier Mantelstromtriebwerke Solowjow D-30KP mit je 117,68 kN Schub       |

## Zwischenfälle und Verluste
Am 26. Februar 2023 wurde im Rahmen des russischen Überfalls auf die Ukraine die A-50U mit dem Luftfahrzeugkennzeichen RF-50608 auf dem belarussischen Militärflughafen Matschulischtschy (Oblast Minsk) von einer belarussischen Widerstandsgruppe mit Drohnen angegriffen.
Dabei sollen nach deren Angaben das Cockpit und das Radom der Maschine schwer beschädigt worden sein. Ein Video der Gruppe zeigt aus der Perspektive einer Drohne, wie sich diese offenbar ohne Gegenwehr einer A-50 nähern, auf ihrem Radom landen und sich anschließend davonmachen kann. Auf Satellitenaufnahmen nach dem 26. Februar waren keine Schäden sichtbar. Ein Indiz dafür, dass der Angriff stattfand, könnte sein, dass die Maschine am 2. März 2023 zur Reparatur nach Taganrog flog.
Nach ukrainischen Angaben ging am 14. Januar 2024 eine A-50U (angeblich mit dem Kennzeichen RF-50601) über dem Asowschen Meer verloren. Ukrainische Luftstreitkräfte gaben an, die Maschine abgeschossen zu haben. Ebenfalls nach ukrainischen Angaben wurde am 23. Februar 2024 eine weitere A-50U zwischen den Städten Rostow am Don und Krasnodar durch eine ukrainische S-200-Langstrecken-Luftabwehrrakete zerstört, rund 200 Kilometer hinter der Front. Gemäß dem ukrainischen Militärgeheimdienstchef Kyrylo Budanow verfügte Russland nach dem Abschuss nur noch über sechs A-50U. Am 9. März 2024 wurde der russische Militärflugplatz in Taganrog, an dem das Stammwerk des Herstellers Berijew angeschlossen ist, von einer Gruppe mehrerer ukrainischer Drohnen angegriffen. In dem Werk soll nach ukrainischen Angaben mindestens eine A-50, die sich dort zur Wartung befand, zu Schaden gekommen sein.
Bei einem großangelegten Angriff des Sicherheitsdienstes der Ukraine (SBU) mit Drohnen auf vier russische Militärflugplätze am 1. Juni 2025 wurden zwei A-50 beschädigt (→ „Operation Spinnennetz“).

## Ähnliche Typen
Brasilien
- Embraer R-99A (EMB-145SA mit demselben Erieye-Radar wie Saab 340AEW)

 Japan
- Boeing E-767

 Russland
- Berijew A-100
- Tupolew Tu-126 (NATO-Codename „Moss“, inzwischen außer Dienst)

 Schweden
- Saab 340B AEW-300 (S-100D „Argus“ mit Erieye-Radarsystem)
- Saab 2000 Erieye AEW & C

 Vereinigtes Königreich
- Avro 696 AEW Mk.2 „Shackleton“ (inzwischen außer Dienst)
- British Aerospace Nimrod (inzwischen außer Dienst)
- Boeing 737 AEW&C

 Vereinigte Staaten
- Boeing 737 AEW&C (Boeing 737-700ER AWACS)
- Boeing E-3 „Sentry“
- Grumman E-2C/D „Hawkeye“

 Volksrepublik China
- KJ-200 (Shaanxi-Y-8-Frühwarnflugzeug)
- KJ-500 (Shaanxi-Y-9-Frühwarnflugzeug)
- KJ 2000 (NATO-Codename „Mainring“, Il-76-Frühwarnflugzeug)